# Бой под Волновахой (2014)
Бой под Волновахой (укр. бій під Волновахою) — вооружённое столкновение между украинской армией и формированиями непризнанной ДНР в ходе войны в Донбассе, произошедшее 22 мая 2014 года. Бой произошёл за 3 дня до президентских выборов на Украине, прошедших 25 мая.
По данным очевидцев, бой начался около 5 утра, когда был атакован блокпост украинской армии в Волновахском районе Донецкой области на дороге между Владимировкой и Ольгинкой в районе регионального ландшафтного парка «Великоанадольский лес». Нападавшие прибыли на бронированном инкассаторском грузовике, который пропустила охрана.
Ответственность за нападение взял на себя Игорь Безлер, командующий группой сепаратистов из Горловки. Игорь Стрелков подтвердил, что нападение совершила одна из вооружённых групп ДНР.
В результате атаки погибло 18 украинских военнослужащих, 32 получили ранения. В результате нападения боевики ДНР уничтожили до 3 БМП украинских военных, причем одна из них взорвалась в результате детонации боезапаса. Позже блокпост был обстрелян вертолётами ВСУ из-за нескоординированности действий между подразделениями различных родов войск, участвующих в операции.
Бой под Волновахой стал самым кровопролитным на тот момент в истории современной украинской армии, председатель СБУ Наливайченко сказал, что власти Украины квалифицируют эти события как теракт.